# النازية والسينما

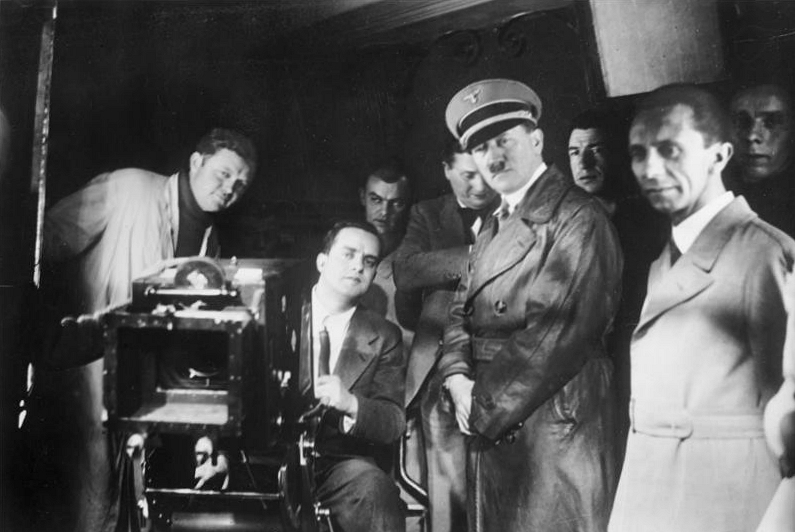
أدولف هتلر وجوزيف جوبلز وآخرون يشاهدون التصوير في أوفا، 1935.

أنشأت النازية نظامًا متطورًا للدعاية، استخدمت التقنيات الجديدة للقرن العشرين، بما في ذلك السينما. أغرقت النازية الجماهير عن طريق الشعارات التي كانت تستهدف مباشرة غرائز وعواطف الناس. قيم النازيون الفيلم كأداة دعائية لقوة هائلة. لم يكن الاهتمام الذي اكتسبه أدولف هتلر ووزير الدعاية له جوزيف جوبلز في الفيلم نتيجة لفتنة شخصية فقط. تم التخطيط لاستخدام الفيلم للدعاية من قبل حزب العمال الألماني الاشتراكي الوطني في وقت مبكر من عام 1930، عندما أنشأ الحزب لأول مرة قسمًا للأفلام.

## خلفية
كان النازيون مدركين للتأثير الدعائي للأفلام، وفي عام 1920 كانت قضايا الراصد العنصري تشمل نقد الفيلم. نشر فيلسوف قوات الأمن الخاصة والتر جوليوس بلوم كتاب «روح السينما - التزام بالأفلام» عام 1922.
في سبتمبر 1923، أنتج فيليب نيكل فيلمًا وثائقيًا عن «اليوم الألماني في نورمبرج» حيث تم تأسيس «عصبة المعركة»، قبل وقت قصير من انقلاب بير هول. كتب هتلر عن التأثير النفسي للصور في كفاحي:
يجب على المرء أن يتذكر أيضًا أن الجمهور نفسه خامل عقليًا، وأنه لا يزال مرتبطًا بعاداته القديمة وأنه ليس من الطبيعي أن يقرأ شيئًا لا يتوافق مع معتقداته الراسخة عندما لا تحتوي هذه الكتابة على ما يأمل الكثير أن يجدوا هناك.
الصورة، بكل أشكالها، بما في ذلك الفيلم، لها آفاق أفضل. في وقت أقصر بكثير، في ضربة واحدة قد أقول، سيفهم الناس عرضًا تصويريًا لشيء يتطلب منهم جهدًا طويلًا وشاقًا في القراءة لفهمه.
تم نشر نقد شامل لصناعة السينما من قبل الاقتصادي النازي هانز بوخنر في عام 1927 بعنوان «Spellbound by Movies. الهيمنة العالمية للسينما». تم إنتاج المزيد من الأفلام النازية القصيرة حول مسيرات الحزب في 1927-1929. تم إنشاء أول مكتب أفلام للحزب النازي في عام 1931، وبدأ في إنتاج «أفلام وثائقية» على نطاق أوسع، على سبيل المثال، في عام 1932 "Hitlers Kampf um Deutschland" (معركة هتلر من أجل ألمانيا)، "Blutendes Deutschland" (ألمانيا تنزف)، "Das junge Deutschland marschiert "(الشباب الألماني في مارس). قام هربرت جيرديس بإخراج الأفلام الدعائية النازية الخمسة التالية: إيربكرانك (1936)، وأليز ليبن أيست كامبف (1937)، وفز دو إيربرت (1938)، وشولدر أودير شين (1921)، وداس جروس غيمنيس (1920). 

كتب الداعية النازي هانز تراوب، الذي حصل على درجة الدكتوراه في عام 1925 لأطروحة في الصحافة والثورات الألمانية في 1848-1849، في مقال «الفيلم كأداة سياسية» في عام 1932: 
 لا شك في أن الفيلم وسيلة هائلة للدعاية. لطالما كان تحقيق التأثير الدعائي يتطلب «لغة» تشكل مؤامرة لا تنسى وشغوفة برواية بسيطة. ... في المنطقة الشاسعة من هذه «اللغة» التي يواجهها المستلمون بشكل مباشر في سياق العمليات التقنية والاقتصادية، تكون الصورة المتحركة هي الأكثر فاعلية. يتطلب يقظة دائمة. إنها مليئة بالمفاجآت المتعلقة بتغيير الزمان والمكان والعمل؛ لديها ثراء إيقاع لا يمكن تصوره لتكثيف أو تبديد العواطف. 

## أهداف سياسة للفيلم النازي
افترض غوبلز، الذي عين نفسه «راعي الفيلم الألماني»، بدقة، أن السينما الوطنية التي كانت مسلية وتلقي بريقًا على الحكومة ستكون أداة دعائية أكثر فاعلية من السينما الوطنية التي ستكون فيها الحزب النازي وسياستها كانت موجودة في كل مكان. شدد غوبلز على إرادة إنهاء «الخزي» الذي كان يعتقد أنه يمكن العثور عليه في صناعة الأفلام السابقة. كان الهدف الرئيسي لسياسة الفيلم النازي هو تشجيع الهروب من الواقع، الذي تم تصميمه لإلهاء السكان وإبقاء الجميع في حالة معنوية جيدة؛ في الواقع، ألقت غوبلز باللوم على الهزيمة في الحرب العالمية الأولى على الفشل في الحفاظ على معنويات الناس.
تم حجز الدعاية المفتوحة لأفلام مثل انتصار الإيمان وانتصار الإرادة، تسجيلات رالي نورنبرغ، ونيوزيرل. هناك بعض الأمثلة للأفلام الروائية الألمانية من الرايخ الثالث التي تتعامل مع الحزب النازي أو مع منظمات الحزب مثل كتيبة العاصفة أو شباب هتلر أو خدمات عمال الرايخ، أحد الأمثلة البارزة هو Hitlerjunge Quex حول شباب هتلر. مثال آخر هو الفيلم الروائي المعادي للسامية اليهودي سوس. بلغت الأفلام الدعائية التي تشير مباشرة إلى السياسة النازية أقل من سدس إجمالي إنتاج الفيلم الوطني، والذي تألف بشكل رئيسي من أفلام الترفيه الخفيفة.  

من أجل تصور نظرية الفيلم النازي، اقترح غوبلز كمواد تكوينية دراماتورجيا هامبورغ ولاكون، أو حدود الشعر من قبل غوتولد إفرايم ليسينغ، وطالب أيضًا «شخصيات واقعية» تشير إلى شكسبير. شدد غوبلز على فكرة ليسنغ بأن «ليس فقط التخيل بحد ذاته، ولكن التخيل الهادف، سيثبت العقل المبدع».
كتب أميل جانينجز في عام 1942 في الإشتراكية الوطنية الشهرية عن هدف عرض الرجال والنساء الذين يمكنهم إتقان مصيرهم كنماذج لتحديد الهوية. كانت السلطات وإدارات الحزب النازي المسؤولة عن سياسة الأفلام هي قسم الأفلام في وزارة الدعاية، وغرفة الثقافة (Reichskulturkammer)، وغرفة الأفلام (Reichsfilmkammer)، وقسم الأفلام في قسم الدعاية الحزبية (Reichspropagandaleitung).  

تم استخدام نظام «الجائزة» لتشجيع الرقابة الذاتية. حصلوا على أشياء مثل «القيمة الثقافية» أو «القيمة للناس»، وقاموا بتحويل جزء من الضرائب الثقيلة على الأفلام. تلقى ما يصل إلى ثلث الأفلام في الرايخ الثالث مثل هذه الجوائز.

## تدابير سياسة الفيلم النازي

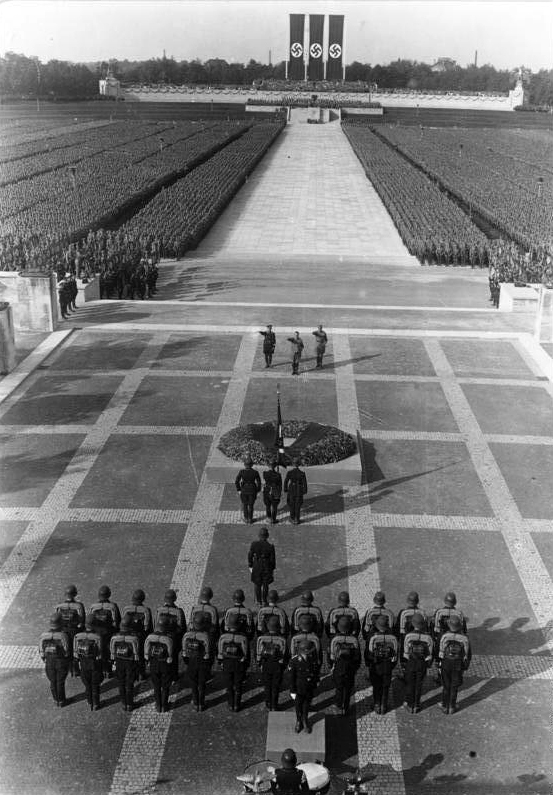
The Totenehrung (تكريم الموتى) في رالي نورمبرغ 1934. زعيم شوتزشتافل هاينريش هيملر، أدولف هتلر وزعيم كتيبة العاصفة فيكتور لوتزي (من اليسار إلى اليمين) على الشرفة الحجرية؛ من انتصار الإرادة إخراج ليني ريفنستال.

لإخضاع الفيلم لأهداف الدعاية (جلايش شالتونج)، قام الحزب النازي بإخضاع صناعة السينما بأكملها وإدارتها تحت إشراف وزارة جوزيف جوبلز للدعاية، وقام بتأميم إنتاج وتوزيع الأفلام تدريجيًا. تأسست مدرسة مهنية تديرها الدولة لصانعي الأفلام الموثوقين سياسياً (Deutsche Filmakademie Babelsberg)، وأصبحت عضوية منظمة مهنية رسمية (Reichsfilmkammer) إلزامية لجميع الممثلين وصانعي الأفلام والموزعين، إلخ. تمت زيادة الرقابة التي تم إنشاؤها بالفعل خلال الحرب العالمية الأولى وجمهورية فايمار، مع رقابة فيلم درامي وطني (Reichsfilmdramaturg) تقوم بمراقبة مسبقة لجميع المخطوطات والسيناريوهات في المراحل الأولى من الإنتاج. تم حظر النقد السينمائي وتم إنشاء جائزة الفيلم الوطنية.
تم إنشاء بنك أفلام (Filmkreditbank GmbH) لتقديم قروض منخفضة الفائدة لإنتاج أفلام مرحب بها سياسيًا، كما حصلت هذه الأفلام على مزايا ضريبية.

## إنتاج سينمائي
في منتصف الثلاثينيات، عانت صناعة الأفلام الألمانية من أشد الأزمات التي واجهتها على الإطلاق. كانت هناك أسباب متعددة لهذه الأزمة. أولاً، غادر العديد من الممثلين وصانعي الأفلام الأكثر قدرة البلاد بعد وصول الحكومة النازية إلى السلطة؛ تم حظر الآخرين من قبل غرفة أفلام الرايخ الجديدة.
ترك هؤلاء الناس فجوة لم تستطع صناعة السينما سدها بسهولة. ثانيًا، انتهز الممثلون الآخرون وصانعو الأفلام الفرصة للمطالبة برواتب أعلى، مما أدى إلى زيادة ميزانيات الإنتاج بشكل ملحوظ. ونتيجة لذلك، أصبحت استعادة تكاليف الإنتاج أكثر صعوبة. ثالثًا، انخفض تصدير الأفلام الألمانية بشكل كبير بسبب المقاطعة الدولية. في عام 1933، وفرت الصادرات 44٪ من تكاليف إنتاج الأفلام. بحلول عام 1937، انخفض هذا الرقم إلى 7٪.
كانت Ufi احتكارًا ناجحًا ومتكاملًا، حيث غطت سوق الأفلام الأوروبية بالكامل تحت الهيمنة الألمانية، مع قطع الواردات الأجنبية.  ارتفعت أرباح الشركة لتصل إلى 155 مليون رايخ مارك في عام 1942 (ما يعادل 152 مليون يورو 2009) و175 مليون رايخ مارك في عام 1943 (ما يعادل 173 مليون يورو 2009).

## أفلام حائزة على جوائز
الأفلام التي تم تكريمها رسميًا والتي اعتبرها الرايخ الثالث «ذات قيمة فنية» (بالألمانية: künstlerisch wertvoll) من قبل الدولة (* = المسند «القيمة السياسية الخاصة» - تم تقديمها في عام 1934، + = المسند «القيمة التقليدية الخاصة» (الألمانية: volkstümlich wertvoll) ** = المسند «فيلم للأمة» الذي عرض عام 1941):
| Year | Title |
| ---- | --- |
| 1933 | S.A.-Mann Brand (dir. Franz Seitz, Sr.) Hitlerjunge Quex (film) i.e., Hitler Youth Quex (dir. Hans Steinhoff) Reifende Jugend i.e., Maturing Youth (dir. Carl Froelich) Flüchtlinge i.e., Refugees (dir. Gustav Ucicky) |
| 1934 | Ich für dich, du für mich i.e., I for you, you for me (dir. Carl Froelich) Der Schimmelreiter i.e., The Rider on the White Horse (dir. Curt Oertel, Hans Deppe), based on the novella by Theodor Storm Der verlorene Sohn i.e., The Prodigal Son (dir. Luis Trenker) Der Herr der Welt i.e., Master of the World (dir. Harry Piel) *Stoßtrupp 1917 i.e., Shock Troop 1917 (dir. Hans Zöberlein, Ludwig Schmid-Wildy) Krach um Jolanthe i.e., Trouble with Jolanthe (dir. Carl Froelich), based on a book by August Hinrichs |
| 1935 | *Hermine und die sieben Aufrechten i.e., Hermine and the Seven Upright Men (dir. Frank Wisbar) Liebesleute – Hermann und Dorothea von Heute i.e., A Pair of Lovers – Hermann and Dorothea of today (dir. Erich Waschneck) Mazurka (dir. Willi Forst) Artisten (dir. Harry Piel) Liebe geht – wohin sie will i. ., Love goes – wherever it wants to (dir. Kurt Skalden) *Der alte und der junge König i.e., The old and the young King (dir. Hans Steinhoff) *Das Mädchen Johanna i.e., Lass Joan (dir. Gustav Ucicky), a film about the French heroine Joan of Arc Friesennot i.e., Frisians in Hardship (dir. Willi Krause) Henker, Frauen und Soldaten i.e., Hangmen, Women and Soldiers (dir. Johannes Meyer), a film about two cousins, one fighting on the German side in the Freikorps, the other fighting on the bolshevist (proto-soviet) side *Liselotte von der Pfalz i.e., The Private Life of Louis XIV (dir. Carl Froelich), about Elizabeth Charlotte, Princess of the Palatinate Papageno (dir. Lotte Reiniger) *Der höhere Befehl i.e., The Higher Command (dir. Gerhard Lamprecht) |
| 1936 | Das Schönheitsfleckchen i.e., The Beauty Spot (dir. Rolf Hansen) *Traumulus i.e., The Dreamer (dir. Carl Froelich) Drei Mäderl um Schubert i.e., Three Girls around Schubert (dir. E. W. Emo), based on a novel by Rudolf Hans Bartsch Stadt Anatol i.e., City of Anatol (dir. Victor Tourjansky) Stärker als Paragraphen i.e., Stronger than Paragraphs (dir. Jürgen von Alten) Wenn der Hahn kräht i.e., When the cock crows (dir. Carl Froelich) Schlußakkord i.e., Final Chord (dir. Douglas Sirk) Savoy Hotel 217 (dir. Gustav Ucicky), a crime story in the Russian Empire Fährmann Maria i.e., Ferryman Maria (dir. Frank Wisbar) Glückskinder i.e., Lucky Kids (dir. Paul Martin) 90 Minuten Aufenthalt i.e., 90-Minute-Stopver (dir. Harry Piel), a real time film about two friends, a German and a British criminal investigator who solve a case in Lisbon Der Dschungel ruft i.e., The Jungle Calls (dir. Harry Piel) Der Bettelstudent i.e., The Beggar Student (dir. Georg Jacoby), based on the play by Carl Millöcker Allotria i.e., Tomfoolery (dir. Willi Forst) *Der Kaiser von Kalifornien i.e., The Kaiser of California (dir. Luis Trenker) *Verräter i.e., The Traitor (dir. Karl Ritter) *Wenn wir alle Engel wären i.e., If We All Were Angels (dir. Carl Froelich) |
| 1937 | *Der Herrscher i.e., The Sovereign (dir. Veit Harlan) *Patrioten i.e., Patriots (dir. Karl Ritter) Mein Sohn, der Herr Minister i.e., My Son, the Government Minister (dir. Veit Harlan), a comedy making fun of the parliamentary system Der Mann, der Sherlock Holmes war i.e., The Man Who Was Sherlock Holmes (dir. Karl Hartl) Gewitterflug zu Claudia i.e., Stormy flight to Claudia (dir. Erich Waschneck) *Der zerbrochene Krug i.e., The Broken Jug (dir. Gustav Ucicky), based on the play by Heinrich von Kleist *Condottieri (dir. Luis Trenker, Werner Klingler), about Cesare Borgia and Caterina Sforza *Die Tochter des Samurai i.e., The Daughter of the Samurai (dir. Arnold Fanck, Mansaku Itami) *Urlaub auf Ehrenwort (dir. Karl Ritter) |
| 1938 | Revolutionshochzeit i.e., Revolution-Marriage (dir. Hans Heinz Zerlett) *Heimat (dir. Carl Froelich) Der Berg ruft i.e., The Mountain Calls (dir. Luis Trenker), about the first ascent of the Matterhorn; based on a novel by Carl Haensel Das Verlegenheitskind (dir. Peter Paul Brauer) Der Fall Deruga i.e., The Deruga Case (dir. Fritz Peter Buch), based on a novel by Ricarda Huch Mit versiegelter Order (dir. Karl Anton) Liebelei und Liebe i.e., Flirtation and Love (dir. Arthur Maria Rabenalt) Napoleon ist an allem schuld i.e., Napoleon Is to Blame for Everything (dir. Curt Goetz), about a man who studies Napoleon's biography and therefore neglects his wife Geheimzeichen LB 17 i.e., Secret Code LB 17 (dir. Victor Tourjansky) Verwehte Spuren i.e., Covered Tracks, (dir. Veit Harlan) Verklungene Melodie i.e., Faded Melody, (dir. Victor Tourjansky) Tanz auf dem Vulkan (1938 film) [tanz auf dem vulkan] i.e., Dance on the Volcano (dir. Hans Steinhoff), about Jean-Gaspard Deburau *Der Katzensteg (dir. Fritz Peter Buch) *Kautschuk i.e., Caoutchouc (dir. Eduard von Borsody) Die Umwege des schönen Karl i.e., The Roundabouts of Handsome Karl (dir. Carl Froelich) *Pour le Mérite (dir. Karl Ritter) |
| 1939 | Es war eine rauschende Ballnacht i.e., It was an Amazing Night at the Ball (dir. Carl Froelich), a film about the Russian composer Pyotr Ilyich Tchaikovsky Der Schritt vom Wege i.e., The False Step (dir. Gustaf Gründgens), based on the novel Effi Briest by Theodor Storm Flucht ins Dunkel i.e., Escape in the Dark (dir. Arthur Maria Rabenalt) *Aufruhr in Damaskus i.e., Uproar in Damascus (dir. Gustav Ucicky) Ein ganzer Kerl i.e., A Real Man (dir. Fritz Peter Buch) Johannisfeuer i.e., Midsummer Night's Fire (dir. Arthur Maria Rabenalt), based on the book by Hermann Sudermann Der Florentiner Hut i.e., The Leghorn Hat (dir. Wolfgang Liebeneiner), based on the play Un Chapeau de paille d'Italie by Eugène Marin Labiche Befreite Hände i.e., Liberated Hands (dir. Hans Schweikart) Männer müssen so sein i.e., Men Have To Be That Way (dir. Arthur Maria Rabenalt) Hotel Sacher (dir. Erich Engel) Opernball i.e., Opera Ball (dir. Géza von Bolváry) *+Robert Koch, der Bekämpfer des Todes i.e., Robert Koch, fighting death (dir. Hans Steinhoff) *Mutterliebe i.e., A Mother's Love (dir. Gustav Ucicky) |
| 1940 | Der Postmeister i.e., The Postmaster (dir. Gustav Ucicky) *Wunschkonzert i.e., Request Concert (dir. Eduard von Borsody) Wiener G'schichten i.e., Vienna Tales (dir. Géza von Bolváry) Die Geierwally i.e., The Vulture Wally (dir. Hans Steinhoff), based on a novel by Wilhelmine von Hillern Das Herz der Königin i.e., The Heart of the Queen (dir. Carl Froelich), about Mary, Queen of Scots *Friedrich Schiller – Der Triumph eines Genies i.e., Friedrich Schiller – The Triumph of a Genius (dir. Herbert Maisch) *Feinde i.e., Enemies (dir. Victor Tourjansky) *Jud Süß (dir. Veit Harlan) *Bismarck (dir. Wolfgang Liebeneiner) |
| 1941 | Friedemann Bach (dir. Traugott Müller), a film about Johann Sebastian Bach's son Wilhelm Friedemann Bach Ich klage an i.e., I accuse (dir. Wolfgang Liebeneiner) *Mein Leben für Irland i.e., My Life for Ireland (dir. Max W. Kimmich) *Kampfgeschwader Lützow (dir. Hans Bertram) *Annelie (dir. Josef von Báky) Auf Wiedersehn, Franziska i.e., Goodbye, Franziska (dir. Helmut Käutner) Quax, der Bruchpilot (dir. Kurt Hoffmann) *Kopf hoch, Johannes! i.e., Cheer up, Johannes! (dir. Viktor de Kowa) Operette i.e., Operetta (dir. Willi Forst), about Franz Jauner and the establishment of the Viennese Operetta Immer nur Du i.e., You, always (dir. Karl Anton) Die schwedische Nachtigall i.e., The Swedish Nightingale (dir. Peter Paul Brauer), about Jenny Lind and Hans Christian Andersen *Komödianten i.e., The Comedians (dir. Georg Wilhelm Pabst) **Ohm Krüger (dir. Hans Steinhoff) **Heimkehr i.e., Coming Home (dir. Gustav Ucicky) |
| 1942 | Wiener Blut i.e., Vienna Blood (dir. Willi Forst), a romantic comedy film about the Congress of Vienna *Zwei in einer großen Stadt i.e., Two in a Big City (dir. Volker von Collande) Die goldene Stadt i.e., The Golden City (dir. Veit Harlan) Rembrandt (dir. Hans Steinhoff), about the Dutch painter Rembrandt van Rijn Der große Schatten i.e., The Great Shadow (dir. Paul Verhoeven) Kleine Residenz i.e., Little residence (dir. Hans Heinz Zerlett) *Hände hoch! i.e., Hands Up! (dir. Alfred Weidenmann) *Diesel (dir. Gerhard Lamprecht), about Rudolf Diesel +Anuschka (dir. Helmut Käutner) Meine Frau Teresa i.e., My Wife Theresa (dir. Arthur Maria Rabenalt) *Andreas Schlüter (dir. Herbert Maisch), about sculptor and architect Andreas Schlüter *Wen die Götter lieben i.e., Whom the Gods Love (dir. Karl Hartl), about Wolfgang Amadeus Mozart *Der Strom i.e., The River (dir. Günther Rittau) Die Nacht in Venedig i.e., The Night in Venice (dir. Paul Verhoeven) *+Die große Liebe i.e., The Great Love (dir. Rolf Hansen) **Der große König i.e., The Great King (dir. Veit Harlan) **Die Entlassung i.e., The Dismissal (dir. Wolfgang Liebeneiner) Wir machen Musik i.e., We Make Music (dir. Helmut Käutner), about a composer whose idols are Johann Sebastian Bach and the like, but who himself fails as a composer of Art usic and then succeeds making popular music |
| 1943 | Sophienlund [sophienlund (1943)] (dir. Heinz Rühmann) Romanze in Moll i.e., Romance in a Minor Key (dir. Helmut Käutner) Der ewige Klang i.e., The Eternal Sound (dir. Günther Rittau), about two brothers, a violinist and a violin maker, guest star: Georges Boulanger, singing: Elisabeth Schwarzkopf Frauen sind keine Engel i.e., Women are not Angels (dir. Willi Forst) +Immensee (dir. Veit Harlan), based on the novella by Theodor Storm *Germanin – Die Geschichte einer kolonialen Tat i.e., Germanin – the history of a colonial deed (dir. Max W. Kimmich, Luis Trenker), about the development of Suramin "to save Africa" from trypanosomiasis Altes Herz wird wieder jung i.e., Old heart rejuvenated (dir. Erich Engel) Armer Hansi i.e., Poor Hansi (dir. Gerhard Fieber), animated film by the Deutsche Zeichentrickfilme G.m.b.H Zirkus Renz (dir. Arthur Maria Rabenalt), about the Circus Renz Damals i.e., Back Then (dir. Rolf Hansen) *Wien 1910 i.e., Vienna 1910 (dir. E. W. Emo), about the mayor of Vienna Karl Lueger *Paracelsus (dir. Georg Wilhelm Pabst), about the Swiss German philosopher Paracelsus Ein glücklicher Mensch i.e., A joyful person (dir. Paul Verhoeven), about a famous chemistry professor, based on the play "Swedenhielms" by Hjalmar Bergman Der weiße Traum i.e., The White Dream (dir. Géza von Cziffra) Großstadtmelodie i.e., Melody of a Great City (dir. Wolfgang Liebeneiner) *Der unendliche Weg i.e., The Endless Road (dir. Hans Schweikart) |
| 1944 | Der gebieterische Ruf i.e., The Masterful Calling (dir. Gustav Ucicky) Die Feuerzangenbowle i.e., The Punch Bowl (dir. Helmut Weiss) *Philharmoniker i.e., Philharmonic (dir. Paul Verhoeven) Träumerei i.e., Dreaming (dir. Harald Braun), about Robert Schumann Das Herz muss schweigen (dir. Gustav Ucicky) Familie Buchholz i.e., The Buchholz Family (dir. Carl Froelich), based on a novel by Julius Stinde Orientexpreß i.e., Orient Express (dir. Victor Tourjansky) +Neigungsehe i.e., Marriage of Affection (dir. Carl Froelich) Opfergang i.e., Way of Sacrifice (dir. Veit Harlan) |
| 1945 | **Kolberg (dir. Veit Harlan) |

## توزيع الفيلم
كما تم التركيز على مجال التوزيع. في عام 1942، حلت شركة Deutsche Filmvertriebs GmbH (DFV) المملوكة لأوفا مكان جميع الشركات المتبقية حتى الآن. لتصدير الأفلام إلى دول أجنبية تم إنشاء شركات خاصة مثل Cinéma Film AG.
منذ أيام جمهورية فايمار، كان هناك أيضًا نظام واسع من خدمات تأجير الأفلام التعليمية التي تم تمديدها في ظل الإدارة النازية. في عام 1943، كان هناك 37 خدمة إقليمية و12042 خدمة مدينة. في موازاة ذلك، أدارت إدارة الدعاية الحزبية (Reichspropagandaleitung) شبكتها الخاصة من خدمات تأجير الأفلام التعليمية التي تضمنت 32 جاو و171 منطقة و22،357 خدمات محلية. تحتوي جميع خدمات تأجير الأفلام على مجموعات أفلام واسعة النطاق بالإضافة إلى تأجير أجهزة عرض أفلام مقاس 16 مم، مما أتاح عرض الأفلام في أي فصل دراسي أو غرفة محاضرات وفي أي اجتماع جماعي لشباب هتلر.

## دور السينما
بصرف النظر عن سلسلة السينما المملوكة لأوفا، لم يتم تأميم دور السينما. كانت أغلبية دور السينما البالغ عددها 50506 والتي كانت موجودة في عام 1939 في ما يسمى Altreich («الرايخ القديم»، أي ألمانيا بدون النمسا وسوديتنلاند) شركات صغيرة يديرها مالكو القطاع الخاص. ومع ذلك، حد عدد كبير من القواعد واللوائح الصادرة عن غرفة أفلام الرايخ من حرية تنظيم المشاريع في دور السينما إلى حد كبير. على سبيل المثال، كان من الضروري تضمين فيلم وثائقي ونيوزيرل في كل برنامج فيلم. بموجب قانون عام 1933 (The Gesetz über die Vorführung ausländischer Bildstreifen vom 23. يونيو 1933) كان يحق للحكومة أيضًا حظر عرض الأفلام الأجنبية. تم تحديد حصة استيراد للأفلام الأجنبية خلال جمهورية فايمار، وخلال الحرب العالمية الثانية، تم حظر استيراد الأفلام من دول أجنبية معينة تمامًا. على سبيل المثال، من عام 1941 فصاعدًا، أصبح عرض الأفلام الأمريكية غير قانوني.
تظهر المقارنة الكمية للنسبة المئوية للأفلام الألمانية التي تم عرضها مقابل الأفلام الأجنبية التي تم عرضها الأرقام التالية: في العام الأخير من جمهورية فايمار كانت النسبة المئوية للأفلام الألمانية 62٪، وفي عام 1939 في الرايخ الثالث كانت 77٪ بينما زاد عدد زيارات السينما بالعامل 2.5 من 1933 إلى 1939؛ على العكس، تم تخفيض نسبة الأفلام الأمريكية التي تم عرضها على سبيل المثال من 26٪ عام 1932 إلى 14٪ عام 1939؛ من عام 1933 إلى عام 1937، اعتبرت السلطات النازية أحد عشر فيلمًا أمريكيًا «ذات قيمة فنية» (على سبيل المثال، حياة الرماح البنغالية).
من أجل تعزيز تأثير الدعاية، دعم النازيون عروض الأفلام في دور السينما الكبيرة مع جمهور كبير حيث كان الشعور بأنك جزء من الحشد أمرًا مربكًا للغاية بالنسبة للمشاهد الفردي لدرجة أن الإدراك الناقد للفيلم لم يكن لديه فرصة تذكر. كما عُرضت عروض الأفلام في الثكنات العسكرية والمصانع. رتب شباب هتلر برامج أفلام خاصة (Jugendfilmstunden) حيث تم عرض نشرات الأخبار وأفلام الدعاية. من أجل تزويد حتى المناطق الريفية والنائية بعروض الأفلام، قامت إدارة الدعاية للحزب (Reichspropagandaleitung) بتشغيل 300 شاحنة أفلام وقطاري أفلام اللذين يحملان جميع المعدات اللازمة لعرض الأفلام في نزل القرية على سبيل المثال. كان النازيون يعتزمون استخدام التلفزيون كوسيلة للدعاية الخاصة بهم بمجرد زيادة عدد أجهزة التلفزيون، لكن التلفزيون كان قادرًا في البداية على الوصول إلى عدد صغير فقط من المشاهدين، على عكس الراديو. تم إنتاج عدد قليل فقط إلى التلفزيون تلفزيون الشعب  الذي يسمى أيضًا تلفزيون الشعب.
كانت الدعاية السينمائية ذات أولوية قصوى في ألمانيا حتى في ظل الظروف القاسية في السنوات الأخيرة من الحرب العالمية الثانية. بينما توقفت المدارس ودور العرض عن العمل في عام 1944، استمرت دور السينما في العمل حتى نهاية الحرب. في برلين على سبيل المثال، تم نشر وحدات مضادة للطائرات خصيصًا لحماية دور السينما المحلية في عام 1944.

## نظام النجوم

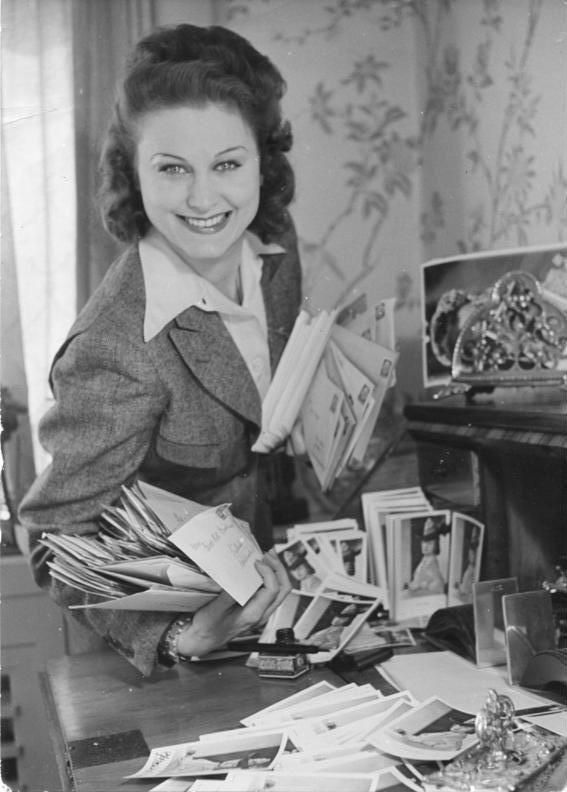
ماريكا روك مع بريد المروحة، ج. 1940.

لطالما كان هناك نجوم سينمائيون في ألمانيا، لكن نظام النجوم الذي يماثل نظام النجوم في هوليوود لم يكن موجودًا بعد. استنكر العديد من القادة النازيين نظام النجوم باعتباره اختراع يهودي. ومع ذلك، من أجل تحسين صورة ألمانيا النازية، بذل غوبلز جهودًا كبيرة لتشكيل نظام نجمي. بعد أن ذهبت مارلين ديتريش وجريتا غاربو إلى هوليوود ولا يمكن إقناعهما بخدمة صناعة السينما الاشتراكية الوطنية كرموز، تم الترويج لنجوم أفلام جديدة.
المثال الأكثر شهرة هو الممثلة السويدية Zarah Leander التي تم توظيفها في عام 1937 من قبل Ufa وأصبحت أبرز نجمة أفلام ألمانية وأعلى راتب في بضع سنوات فقط. تم تشغيل حملة الدعاية ليندر من قبل المكتب الصحفي لـUfa، والتي أخفت ماضيها كممثلة سينمائية معروفة بالفعل في السويد ووضعت أموالها على الفور في الكاريزما الخاصة بها كمغنية بصوت عميق بشكل استثنائي. قدم المكتب الصحفي أوفا للصحف تعليمات مفصلة حول كيفية تقديم النجم الجديد، وحتى الممثلة نفسها كان عليها اتباع تعليمات مفصلة كلما ظهرت علنا. لم يكن هذا النوع من دعاية النجوم موجودًا في ألمانيا من قبل.
ظهر سياسيون بارزون مثل هتلر وجويبلز وهيرمان غورينغ علناً يحيط بهم ممثلو أفلام ألمان مشهورون. كان من المتوقع أن تضفي النجوم الإناث على وجه الخصوص بعض السحر على أحداث الحزب النازي الجافة التي يهيمن عليها الذكور. كان شركاء عشاء هتلر المفضلين هم الممثلات أولغا تشيخوفا وليل داغوفر، ومن عام 1935، كان هيرمان غورينغ متزوجًا من الممثلة الشهيرة إيمي سونمان. علاقات غوبلز بالعديد من نجوم السينما الإناث سيئة السمعة أيضًا. تركت ماجدة غوبلز عرضًا لفيلم Die Reise nach Tilsit، لأنه بدا لها قريبًا جدًا من علاقة زوجها مع Lida Baarova، مما أدى إلى إعادة الممثلة إلى وطنها التشيكوسلوفاكيا.
أصبح القرب الشخصي من القادة السياسيين عاملاً حاسماً للنجاح المهني لممثلي الأفلام. قرر نظام القوائم غير الرسمي عدد المرات التي سيتم فيها تمثيل الممثل. امتدت الفئات الخمس من "الإلقاء بأي ثمن حتى دون وجود شاغر.
إن مدى أهمية نجوم الفيلم لصورة الحكومة الاشتراكية الوطنية واضح أيضًا من الفوائد الضريبية التي فرضها هتلر في عام 1938 على الممثلين والمخرجين البارزين. ومنذ ذلك الوقت، يمكنهم خصم 40٪ من دخلهم كنفقات مهنية.
في عام 1944، أصدر جوزيف غوبلز قائمة سيئة السمعة الآن مع «فنانين لا يمكن تعويضهم» تسمى قائمة Gottbegnadeten، والتي شملت أشخاصًا مثل أرنو بريكر وريتشارد شتراوس ويوهانس هيسترز.
خلال الحرب العالمية الثانية، دعم نجوم السينما الألمان المجهود الحربي من خلال الأداء للقوات أو عن طريق جمع الأموال لمنظمة الإغاثة الشتوية الألمانية (Winterhilfswerk). على الرغم من أن معظم النجوم الذكور تم إعفاؤهم من الخدمة العسكرية، إلا أن البعض - مثل هاينز رومان الشهير - شاركا في الحرب كجنود، مصحوبًا غالبًا بطواقم الأفلام الإخبارية.

## اقتباسات
1. ↑  Michaela Rethmeier: Die Funktion und Bedeutung Fritz Hipplers für das Filmschaffen im „Dritten Reich“, p. 25 (dissertation, University of Münster, 2006)
2. ↑  Original title: "Seele des Lichtspiels – ein Bekenntnis zum Film", by Dr Walter Julius Bloem (1898–1945), Verlag Grethlein, Leipzig, 1922.
3. ↑  Adolf Hitler, Mein Kampf, p. 526 (Translation by جيمس فنسنت ميرفي).
4. ↑  Original title: "Im Banne des Films. Die Weltherrschaft des Kinos", by Dr. Hans Buchner (1896–1971), إرنست بويبل publishing house, Munich, 1927.
5. ↑  Geschichte des deutschen Films, edited by Wolfgang Jacobsen, Anton Kaes, Berlin, Stuttgart, Weimar, 1993, page 73.
6. ↑  
Alles Leben Ist Kampf, cine-holocaust.de; accessed 7 April 2018.باللغة الألمانية
7. ↑  Erbkrank, cine-holocaust.de; accessed 7 April 2018.باللغة الألمانية
8. ↑  Hans Traub, Der Film als politisches Machtmittel, Munich, 1932, page 29. Original German text: "Ohne Zweifel ist der Film als Sprache ein vortreffliches Mittel der Propaganda. Die Beeinflussung fordert von jeher solche Spracharten, die in der einfachen Erzählung einprägsame und bewegte Handlung gestalten. … Aus dem weiten Gebiet der Sprache aber, die unmittelbar durch technische und wirtschaftliche Vorgänge an den Empfänger herangetragen wird, ist die wirksamste Art das Laufbild. Es verlangt eine ständige Aufmerksamkeit; es ist voller Überraschungen im Wechsel von Handlung, Zeit und Raum; es ist unausdenkbar reich im Rhythmus der Gefühlssteigerung und der Gefühlsverdrängung."
9. ↑  Cinzia Romani, Tainted Goddesses: Female Film Stars of the Third Reich p. 13; (ردمك 0962761311)
10. ↑  Michaela Rethmeier: Die Funktion und Bedeutung Fritz Hipplers für das Filmschaffen im „Dritten Reich“, p. 194 (dissertation, University of Münster, 2006)
11. ↑  Same source, p. 224. Original in German: "nicht das bloße Erdichten, sondern das zweckmäßige Erdichten einen schöpferischen Geist beweise."
12. ↑  Emil Jannings: "Über den Film", „Nationalsozialistische Monatshefte“, Volume 147, June 1942, pp. 342–43.
13. ↑  Cinzia Romani, Tainted Goddesses: Female Film Stars of the Third Reich p. 9; (ردمك 0962761311)
14. ↑  Merziger 2014.
15. ↑  Ursula Saekel: Der US-Film in der Weimarer Republik – ein Medium der "Amerikanisierung"?: Deutsche Filmwirtschaft, Kulturpolitik und mediale Globalisierung im Fokus transatlantischer Interessen. Verlag Schoeningh Ferdinand, 2011, (ردمك 3506771744), pp. 169, 255, 258
16. ↑  Cinzia Romani, Tainted Goddesses: Female Film Stars of the Third Reich p. 2 (ردمك 0962761311)
17. ↑  Cinzia Romani, Tainted Goddesses: Female Film Stars of the Third Reich pp. 2–3 (ردمك 0962761311)
18. ↑  Cinzia Romani, Tainted Goddesses: Female Film Stars of the Third Reich p. 86 (ردمك 0962761311)
19. ↑  Klee, Kulturlexikon, S. 227.